# Medicinsk yoga
Medicinsk yoga är en svensk yogaform som utvecklades under 1990-talet. Yogan är utvecklad under vetenskapliga studier sedan 1998 och en för hälso- och sjukvården kvalitetssäkrad yogaform. Definitionen av medicinsk yoga är "användningen av yogaövningar för att förebygga och behandla medicinska tillstånd". Syftet är att sammanföra traditionell yoga och västerländsk medicin.
Metoden är utformad som en terapeutisk yogaform med utgångspunkt i kundaliniyoga med fokus på djupandning. Ett flertal studier har visat att yoga exempelvis kan bidra till att reglera blodsockernivåerna, förbättra muskel- och skelettbesvär och hålla det kardiovaskulära systemet i harmoni. Bland psykologiska effekter har man vid studier noterat att yoga kan bidra till ökad mental energi, positiva känslor och även bidra till att  minska negativa känslor av aggressivitet, depression och ångest. Medicinsk yoga används exempelvis mot stress, utmattning, avslappning och ryggsmärta.
Yogaformen används av bland annat Region Stockholms rehabmottagningar. Sedan 2014 finns en Yogamottagning vid Akademiska sjukhuset, där erbjuds medicinsk yoga vid cancerrehabilitering.
År 2021 angav Statens beredning för medicinsk och social utvärdering (SBU) att det behövs fler primärstudier för medicinsk yoga vid smärta och att man inte har identifierat några systematiska översikter som visar på kunskapsluckan, samt att man inte har identifierat några ej uppdaterade systematiska översikter som visar på kunskapsluckan.